# Roquetes
Roquetes település Spanyolországban, Tarragona tartományban. Roquetes Mas de Barberans, La Sénia és Alfara de Carles községekkel határos. Lakosainak száma 8369 fő (2024).

## Népesség
A település népessége az elmúlt években az alábbi módon változott:
| Lakosok száma | 4043 | 5102 | 5514 | 5636 | 5495 | 7232 | 8231 | 8234 | 7973 | 8369 |
|               | 1857 | 1910 | 1940 | 1965 | 1991 | 2005 | 2010 | 2015 | 2019 | 2024 |